# 神白川
神白川（かじろがわ）は、福島県いわき市を流れる河川であり、二級水系神白川水系の本流である。

## 地理
いわき市小名浜地区東部、小名浜上神白字東大沢地内の小名浜カントリークラブ北側付近を水源とし、小名浜下神白地区を北から南に貫き太平洋に注ぐ。中下流部は福島県道66号小名浜小野線に沿い、河口部にて当河川と太平洋によって形作られる岬に福島県立いわき海星高等学校が設置されている。1971年8月31日に発生した水害を契機に1973年より河口から神白橋までの0.7㎞が、1976年より神白橋から山崎端までの1.8㎞が河川改修工事が行われた。

## おもな支流
- 梅田川

## 流域の自治体
福島県
- いわき市

## 主な橋梁
下流より記載
- 下神白橋 - 一級市道150111号永崎栄町線
- 武城橋 - 二級市道160094号迎綱取線
- 神白橋 - 福島県道15号小名浜四倉線
- 千速2号橋 - 一般市道020530号千速1号線
- 弥木太郎橋 - 福島県道66号小名浜小野線
- 塚田橋 - 一般市道020540号下神白筒地線
- 山崎橋 - 一般市道020541号片寄前山陰線
- 神城橋 - 一般市道020542号片寄前館下線
- 上神城橋 - 福島県道66号小名浜小野線
- 神明前橋 - 一級市道150110号中之作上神白線
- 東大沢橋 - 一級市道150109号諏訪町上神白線

## 周辺
- 福島県立いわき海星高等学校
- 小名浜カントリークラブ